# Rupprecht Olivér (1858–1942)
Idősebb virtsológi Rupprecht Olivér Cecil Károly (Nagygeresd, Sopron vármegye, 1858. június 28. – Sajtoskál, 1942. május 5.) okleveles mezőgazdász, nemzetgyűlési képviselő, felsőházi tag, sajtoskáli nagybirtokos, a Magyar érdemrend középkeresztjének a tulajdonosa.

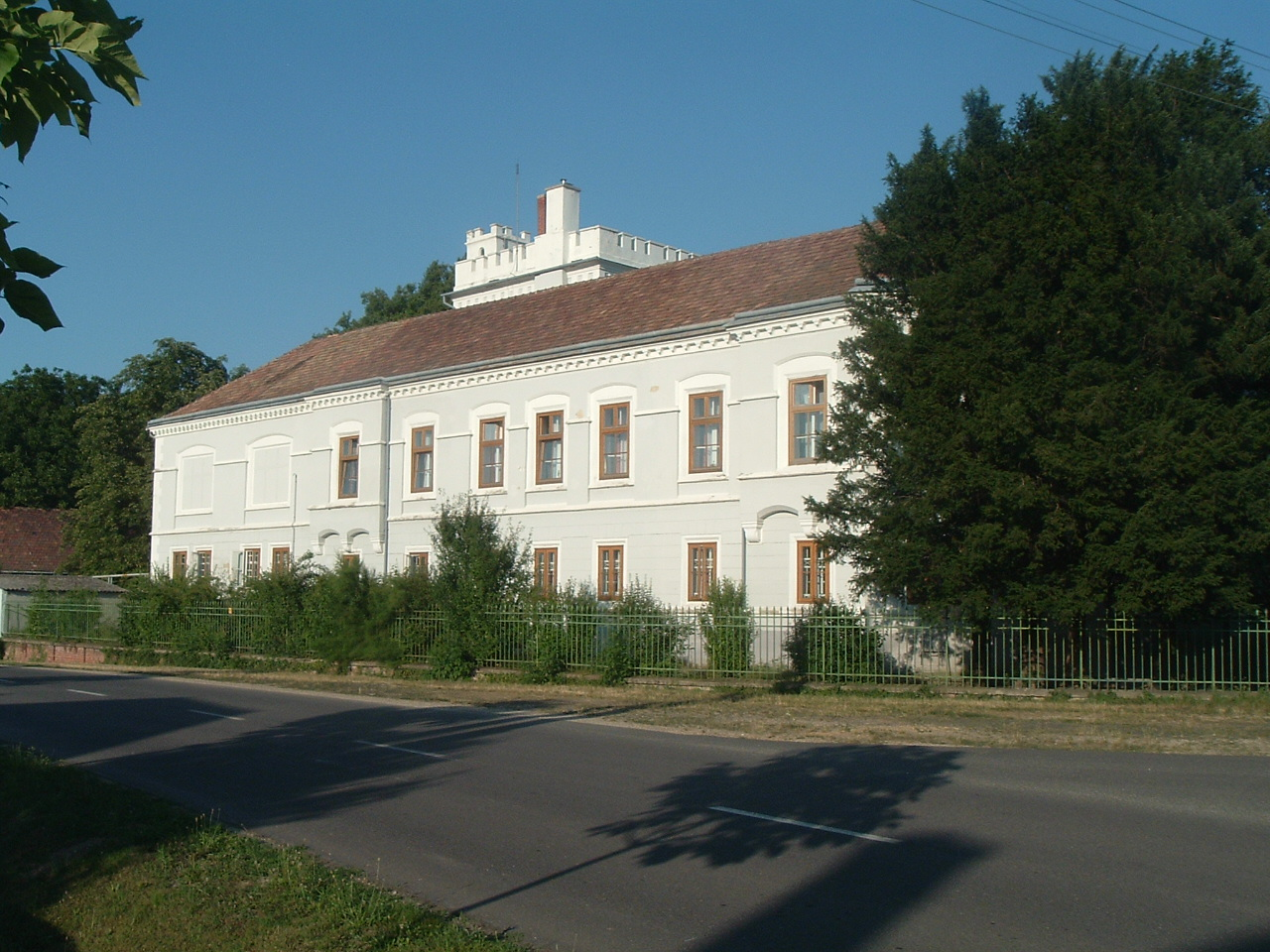
A Rupprecht-kastély Sajtoskálon

## Családja és származása
Az evangélikus felekezetű soproni eredetű nemesi virtsológi Rupprecht család sarja. Apja, virtsológi Rupprecht Lajos (1807–1889), dunántúli ágostai hitvallású gyámintézeti elnök, sajtoskáli nagybirtokos, anyja, alsókáldi Káldy Terézia Judit Etelka (1827-1898) asszony volt. Apai nagyapja, Rupprecht János (1788–1863), Sopron város tanácsosa, a soproni Rupprecht cukorgyár tulajdonosa, aki 1838. július 5.-én V. Ferdinánd magyar királytól nemességet, a "virtsológi" nemesi előnevet, családi címert, valamint a virtsologi birtokot szerezte meg királyi adományként. Anyai nagyszülei az ősrégi előkelő dunántúli evangélikus nemesi alsókáldy Káldy családnak a sarja, alsókáldi Káldy József (1796–1883), Sopron vármegye alispánja, táblabíró, földbirtokos, és chernelházi Chernel Cecília (1805–1873) asszony voltak. Anyai apai ági dédszülei alsókáldi Káldy János (1764–1825), Sopron vármegye alispánja, táblabíró, földbirtokos, és nagypatyi Patthy Terézia (1770–1832) voltak; anyai anyai ági dédszülei chernelházi Chernel György (1776–1833), táblabíró, földbirtokos, és domanoveczi és lestinei Zmeskál Terézia (1777–1820) voltak. Az alsókáldi Káldy családon keresztül leszármazottja az osztopáni Perneszy-, a kisfaludi Kisfaludy- és a köznemesi zicsi és zajki Zichy családoknak. Káldy Józsefné Chernel Cecilia öccse, chernelházi Chernel Ferdinánd (1815–1891), Vas vármegye alispánja, királyi tanácsos, táblabíró, birtokos, a Vas megyei református egyházmegye gondnoka volt.

## Élete
Sopronban és Budapesten végezte középiskolai tanulmányait. Ezután pedig a keszthelyi gazdasági akadémián szerzett oklevelet. Tanulmányai befejezése után hosszú ideig a sajtoskáli családi birtokán gazdálkodott. Tekintélyes szereplője volt a vármegye közéletének, és tagja volt a törvényhatósági közgyűlésnek és a közigazgatási bizottságban a Soproni vármegyében. 1907-től 1918-ig elnöke volt a vármegyei gazdasági egyesületnek. A gazdatársadalmi mozgalmaknak különben is vezérlő alakja a vármegyében. 1887-ben megszervezte a Sajtoskál-vidéki Hitelszövetkezetet, amelynek az elnöke volt több éven keresztül. Az 1920-ban megtartott nemzetgyűlési választások alkalmával a csepregi kerület képviselővé választotta kereszténypárti programmal. Sopron vármegye küldte a felsőházba.
1942. május 5.-én hunyt el Sajtoskálon.

## Házassága és leszármazottjai
1887. június 4.-én Bécsben feleségül vette báró Beaulieu-Marconnay Martha Jeanne Claire Gilberte (*Linz, 1866. május 25.–† Purkersdorf, 1957. május 9.) kisasszonyt, akinek a szülei báró Oliver von Beaulieu-Marconnay (1827–1911), császári és királyi kamarás, és Valentine von Meinertzhagen-Carseboom (1833–1869) úrnő voltak. Rupprecht Olivér feleségétől 1905.-ben vált el. A házasságukból született: 
- virtsológi Rupprecht Margit (*1888.–†Sajtoskál, 1904. július 7.).
- Dr. virtsológi Rupprecht (Marconnay) Tibor, (*Sajtoskál, 1896. február 12. –† Budapest, 1970. április 13.) költő, újságíró, műfordító. Első neje, Garay Etelka Klára Ilona (*Nyíregyháza, 1897. december 7.–†?). A második második neje Zilinskaite Veronika. Marconnay Tibor és Garay Etelka fia, Garai Gábor költő.
- ifjabb virtsológi Rupprecht Olivér (*Rohonc, 1898. január 12.– † ?). Első felesége, Ottó Róza Karolina, második neje Baán Mária.
- virtsológi Rupprecht Antal (*Sajtoskál, 1899. december 7.– † ?). Felesége, Drasche-Lázár Ilona.